# Delta Cephei
Delta de Céphée
Désignations
Delta Cephei (δ Cep) est un système d'étoiles quadruple de la constellation de Céphée.
L'étoile primaire du système, désignée Delta Cephei A, est le prototype des céphéides, un type d'étoile variable pulsante qui connaissent des variations périodiques de leur luminosité et qui sont utilisées en tant que chandelles standard. Sa variabilité a été découverte par John Goodricke en 1784, ce qui en fait la seconde céphéide découverte après Eta Aquilae, plus tôt dans la même année.

## Variabilité intrinsèque

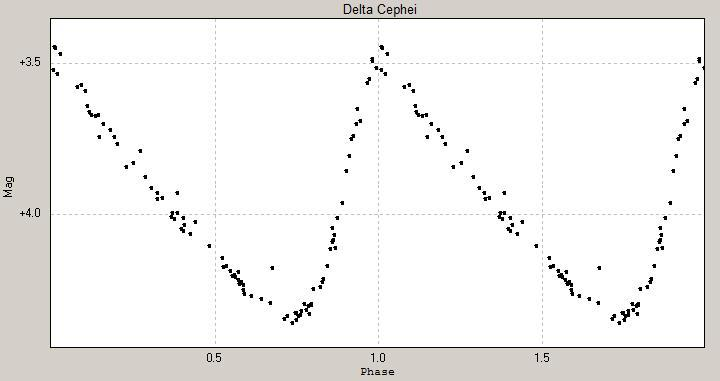
Courbe de lumière de Delta Cephei : variation de sa magnitude en fonction de sa phase.

À la différence d'Algol, une étoile binaire à éclipses, la variabilité de Delta Cephei A est due aux pulsations de l'étoile. Elle varie d'une magnitude de 3,6 à 4,3, et son type spectral fluctue également entre F5 et G3. La période est de 5,366 34 jours ; l'évolution vers le maximum est plus rapide que le déclin vers le minimum. Plus tard, on a découvert qu'il y a deux types de céphéides, et Delta Cephei est connue à ce jour comme étant de type I (classique).
On pense que les étoiles de ce type se forment avec des masses allant de 3 à 30 fois celle du Soleil, puis passent dans la séquence principale comme des étoiles de type B. Après que l'hydrogène de leur cœur se soit épuisé, ces étoiles instables sont à présent atteint un stade plus avancé de fusion nucléaire.

### Utilisation comme chandelle standard
La connaissance de la distance de Delta Cephei et des autres dans son type, est essentielle pour calibrer leur rapport période-luminosité ; ces efforts ont été troublés jusqu'à maintenant par l'exactitude du parallaxe. Cependant, en 2002, le télescope spatial Hubble a été utilisé pour déterminer la distance de Delta Cephei (et de RR Lyrae, une autre chandelle standard) à moins de 4 % : 273 parsecs, ou 890 années-lumière.

## Système stellaire
Delta Cephei est un système stellaire quadruple, composé de deux paires d'étoiles. Delta Cephei A, la supergéante, possède un compagnon découvert en 2015 par la méthode des vitesses radiales. Il orbite selon une période d'environ 6 ans.
Une composante visuelle, désignée Delta Cephei C et située à 41 secondes d'arc de Delta Cephei A, lui est probablement physiquement liée. Cette composante C est elle-même une binaire spectroscopique et/ou astrométrique,. Son type spectral combiné correspond à celui d'une étoile bleue de type B7-8.

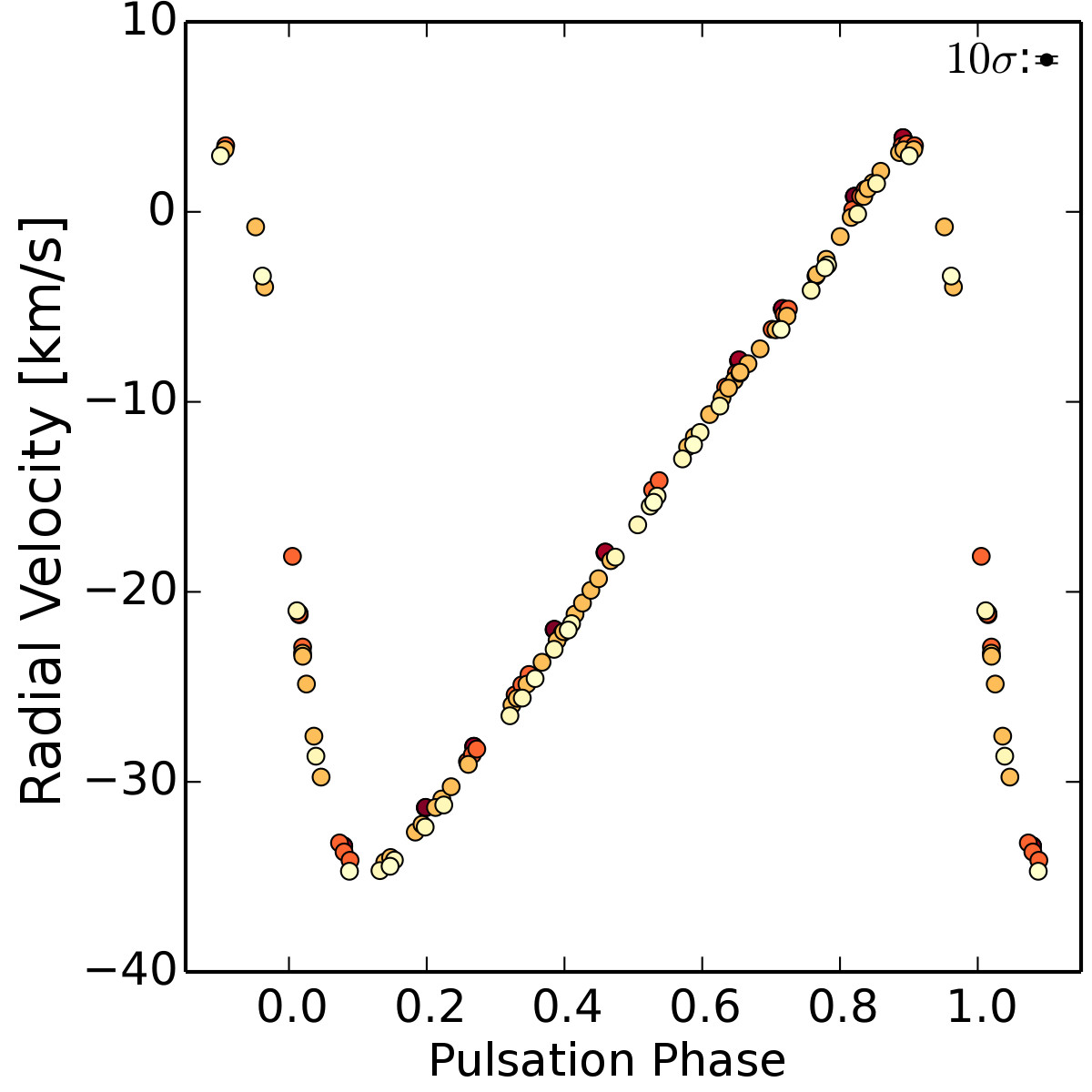
Courbe de la vitesse radiale de Delta Cephei A, par le télescope Hermes. L'offset entre les points de couleur identique est dû au compagnon spectroscopique, Delta Cephei B.